# 에리카 레히너
에리카 레히너(독일어: Erika Lechner, 1947년 5월 28일~)는 이탈리아의 루지 선수이다. 1968년 동계 올림픽에서 여자 1인승 금메달을 획득했다.

## 경력
1968년 그르노블에서 열린 1968년 동계 올림픽 여자 1인승에서 3위를 기록했다. 그러나 1위를 기록한 오르트룬 엔데를라인, 2위를 기록한 아나마리아 뮐러, 4위를 기록한 앙겔라 크뇌젤 동독 선수 3명이 부정 출발로 실격 처리되면서 레히너의 동메달은 금메달로 5위를 기록한 서독의 크리스티나 슈무크는 은메달, 6위를 기록한 서독의 앙겔리카 뒨하우프트는 동메달을 획득했다.
1971년 1월 이탈리아 올랑에서 열린 1971년 세계 선수권 대회 여자 1인승에서 서독의 엘리자베트 데믈라이트너의 뒤를 이어 은메달을 획득했다. 같은 해에 오스트리아의 임스트에서 열린 1971년 유럽 선수권 대회에서 동독의 크뇌젤과 폴란드의 바르바라 피에하를 누르고 금메달을 획득했다.